# 엘 & 니키
엘 & 니키(아제르바이잔어: Ell & Nikki)는 아제르바이잔의 음악 그룹이다. 유로비전 송 콘테스트 2011에 아제르바이잔 대표로 참가하여 우승을 차지했다.

## 구성원
- 엘다르 가스모프 (Eldar Qasımov)
- 니가르 자말 (Nigar Camal)